# Osvaldo Giordano
Osvaldo Eugenio Giordano (Córdoba, 27 de enero de 1961) es un economista argentino, especializado y con gran recorrido en materia previsional. Actualmente se desempeña como Presidente del Instituto de Estudios Sobre la Realidad Argentina y Latinoamericana (IERAL) de la Fundación Mediterránea.

## Trayectoria
Se formó en la Universidad Nacional de Córdoba. Forma parte del IERAL de la Fundación Mediterránea. A su vez trabajó en el Ministerio de Economía en los años noventa bajo la gestión de Domingo Cavallo.
Durante las gestiones de De la Sota como gobernador fue Presidente de la Caja de Jubilaciones de la Provincia de Córdoba (2007-2015) desde donde se embarcó en un ajuste de los haberes que llevó a una batalla y casi toma de la ciudad por parte de los gremios implicados, que terminó en represión en julio del año 2008. A pesar de ello, resultó victorioso y logró imponer los recortes:
La jubilación en Córdoba (para los trabajadores del Estado provincial, municipios y organismos descentralizados) pasó de ser del 82% del salario bruto del mejor haber recibido por el trabajador al momento de jubilarse, con la movilidad pegada al sueldo en actividad, al 82% del salario neto (o sea el 67% del bruto) del promedio de los últimos 10 años, desligándolo del salario en actividad.
Estuvo a cargo del Ministerio de Finanzas de Córdoba durante dos mandatos del gobernador Juan Schiaretti (2015-2019, 2019-2023). Durante su gestión fue responsable de la digitalización de numerosos organismos, como Caja de Jubilaciones, Rentas, el Registro de la Propiedad y el Registro Civil. Además de esto, su perfil ha comulgado con un neoliberalismo de corte "productivista", siempre cercano a las cámaras empresarias, especialmente las agropecuarias e industriales. Contrario a los subsidios al consumo, sí apuntaló los subsidios al empleo a través de varios programas. 
El día 24 de noviembre de 2023 fue confirmado para la presidencia del ANSES.El 9 de febrero de 2024, Javier Milei solicitó su renuncia luego de que su pareja, Alejandra Torres, votara en contra de la Ley de Bases y Puntos de Partida para la Libertad de los Argentinos.Durante su breve gestión, logró romper con la tradición de no brindar información sobre las denominadas "jubilaciones de privilegio", e hizo públicos los haberes de los expresidentes y vicepresidentes.Además, a partir de una revisión de gastos del organismo, destapó el denominado "escándalo de los seguros" en el que se involucran funcionarios de distintos gobiernos anteriores.
Es coautor junto a Jorge Colina y Carlos Seggiaro de Una vacuna contra la decadencia.En el libro se abordan distintas temáticas del funcionamiento del Estado argentino, los aparentes consensos alrededor de su existencia y cómo mejorar su funcionamiento.
En síntesis, es uno de los principales referentes del neoliberalismo mediterráneo, heredero y continuador de Domingo Cavallo que ha operado en varios niveles del entramado estatal, así como ha sabido reciclarse fuera del ámbito público a través de organizaciones del tipo think tank como el IERAL, por donde ha pasado en más de una ocasión.